# Distretto di Western Bay of Plenty
Il distretto di Western Bay of Plenty è un'autorità territoriale della Nuova Zelanda che si trova entro i confini della regione della Baia dell'Abbondanza, nell'Isola del Nord. La sede del consiglio distrettuale si trova nella città di Tauranga, anche se dal 2004 essa non fa più formalmente parte del Distretto ma forma un'autorità territoriale a sé stante.
L'80% circa della popolazione è di origine europea, mentre il 16% è di discendenza Maori. I maggiori centri abitati sono Te Puke (7 100 abitanti), Katikati (3.600 abitanti ) e Waihi Beach (1.800 abitanti).